# 18548 Christoffel
18548 Christoffel este un asteroid din centura principală de asteroizi.

## Descriere
18548 Christoffel este un asteroid din centura principală de asteroizi. A fost descoperit pe 10 ianuarie 1997 la Prescott (Arizona) de Paul G. Comba. Asteroidul prezintă o orbită caracterizată de o semiaxă mare de 2,58 ua, o excentricitate de 0,04 și o înclinație de 7,4° în raport cu ecliptica.